# Chì(II) azide
Azide chì (Pb(N3)2) là một chất nổ, có độ nhạy nổ cao. Nó thường được bảo quản và vận chuyển bằng cách bỏ vào trong các lọ bằng cao su đặt trong môi trường nước. Nó nổ khi rơi từ độ cao 150 mm hoặc khi có ma sát. Tốc độ nổ của nó vào khoảng 5.180 m/s. Nó được sử dụng làm kíp nổ, làm thuốc nổ mồi trong các ngòi nổ. Ở dạng tinh thể màu trắng nó có mật độ nhồi 4,71 g/cm³.
Azit chì phản ứng với đồng, kẽm hay một số hợp kim của đồng hoặc kẽm tạo thành các loại Azit khác. Ví dụ, azide đồng thậm chí còn nhạy nổ hơn azide chì.

## Chuẩn bị và xử lý
Chì azide được điều chế bằng cách metathesis giữa natri azide và nitrat chì. Dextrin có thể được thêm vào dung dịch để ổn định sản phẩm kết tủa. Chất rắn không hút ẩm, và nước không làm giảm độ nhạy tác động của nó. Nó thường được vận chuyển trong một dung dịch dextrinated làm giảm độ nhạy của nó. Khi được bảo vệ khỏi độ ẩm, nó hoàn toàn ổn định trong kho. Một phương pháp thay thế liên quan đến việc hòa tan chì axetat trong dung dịch natri azit.

## Lịch sử sản xuất
Azit chì ở dạng tinh khiết đầu tiên được Theodor Curtius chế tạo vào năm 1891. Do sự nhạy cảm và độ ổn định, dạng dextrinated của azide chì (MIL-L-3055) được phát triển vào những năm 1920 và 1930 với quy mô sản xuất lớn bởi DuPont Co. vào năm 1932.Sự phát triển kíp nổ trong Thế chiến II dẫn đến sự cần thiết cho một dạng của azide chì với một sản lượng brisant hơn. RD-1333 dẫn azide (MIL-DTL-46225), một phiên bản của azide chì với natri carboxymethylcellulose như một chất kết tủa, được phát triển để đáp ứng nhu cầu đó. Chiến tranh Việt Nam đã chứng kiến một nhu cầu tăng tốc đối với chì azide và chính trong thời gian đó Mục đích Đặc biệt Chì Azide (MIL-L-14758) đã được phát triển; Chính phủ Mỹ cũng bắt đầu dự trữ azide chì với số lượng lớn. Sau chiến tranh Việt Nam, việc sử dụng azide chì giảm đáng kể. Do kích thước của kho dự trữ của Mỹ, việc sản xuất azide chì ở Mỹ đã ngừng hoàn toàn vào đầu những năm 1990. Trong những năm 2000, mối quan tâm về tuổi tác và sự ổn định của azide chì dự trữ đã dẫn dắt chính phủ Hoa Kỳ điều tra các phương pháp xử lý azit chì dự trữ của nó và thu được các nhà sản xuất mới.

## Đặc tính nổ
Chì azide rất nhạy cảm và thường được xử lý và bảo quản dưới nước trong các thùng chứa cao su cách nhiệt. Nó sẽ phát nổ sau khi rơi khoảng 150 mm (6 in) hoặc trong sự hiện diện của một xả tĩnh của 7 millijoules. Vận tốc nổ của nó là khoảng 5.180 m / s (17.000 ft / s).
Amoni axetat và natri dicromat được sử dụng để tiêu diệt một lượng nhỏ azit chì.
Chì azide có khả năng gây cháy ngay lập tức cho quá trình chuyển đổi nổ (DDT), điều này có nghĩa là ngay cả một lượng nhỏ cũng bị nổ hoàn toàn (sau khi bị hỏa hoạn hoặc tĩnh điện).
Chì azit phản ứng với đồng, kẽm, cadmium, hoặc các hợp kim có chứa các kim loại này để tạo thành các azit khác. Ví dụ, azide đồng thậm chí còn bùng nổ hơn và quá nhạy cảm để được sử dụng thương mại.
Azide chì là một thành phần của sáu vòng Devastator tầm cỡ 2222 bắn ra từ khẩu súng lục Röhm RG-14 của John Hinckley, Jr. trong vụ ám sát ông Tổng thống Ronald Reagan vào ngày 30 tháng 3 năm 1981. Các vòng bao gồm các trung tâm azide dẫn đầu với lời khuyên nhôm sơn mài được thiết kế để nổ khi tác động.